# Pavčina Lehota
Pavčina Lehota (in ungherese Paucsinalehota) è un comune della Slovacchia facente parte del distretto di Liptovský Mikuláš, nella regione di Žilina.